# Нефермаат
Нефермаат (ег. Nfr-Mȝˁ.t — «Совершен в справедливости (Маат)») — древнеегипетский принц IV династии, предполагаемый сын фараона Снофру. Был чати, верховным жрецом богини Баст, именовался старшим сыном фараона.

## Происхождение
Считается сыном основателя IV династии фараона Снофру (или его предшественника Хуни) и его первой жены. Сводный брат Хуфу.
В гробнице Нефермаата названы жена Итет, 15 сыновей: Хемиун, Ису, Тета, Итисен, Хентимереш, Инкаэф, Серфка, Ухемка, Шепсеска, Кахент, Анкхерхеретеф, Анкхерфенеджеф, Бунеб, Шепсеснеб, Небхенет и 3 дочери: Джефатсен, Исесу, Пагети.
Старший сын Хемиун перенял должностные обязанности отца и воздвиг пирамиду Хеопса на плато Гизы. Сестра Нефермаата — Неферткау назвала сына также Нефермаат.
Нефермаат скончался раньше отца, не наследовав власть фараона.

## Титулы

Фрагмент стелы с ложной двери из гробницы Нефермаата. Лувр

Нефермаат носил следующие титулы, указанные в его гробнице M16 (мастаба) в Медуме:
- чати (TAjtj sAb TAtj),
- жрец Баст (Hm nTr bAst.t),
- жрец священного пояса (Hm nTr Ssmt.t),
- руководитель всех божественных ритуалов (xrp jA.t nb.t nTr.t),
- вельможа, наследный принц (jry pa.t HAty a)
- хранитель Нехена (jry nxn),
- хранитель печати фараона Нижнего Египта (xtmw bity)
- старший сын фараона (sA nsw smsw)
- верховный жрец Мина (smA mnw),
- великий из Пятерых дома Тота (wr djw (m) pr DHwty)
- губернатор Буто (r(A) pnb)
- руководитель всех рабочих фараона (jmy r(A) kA.t nb.t (nt) nsw).

## Гробница

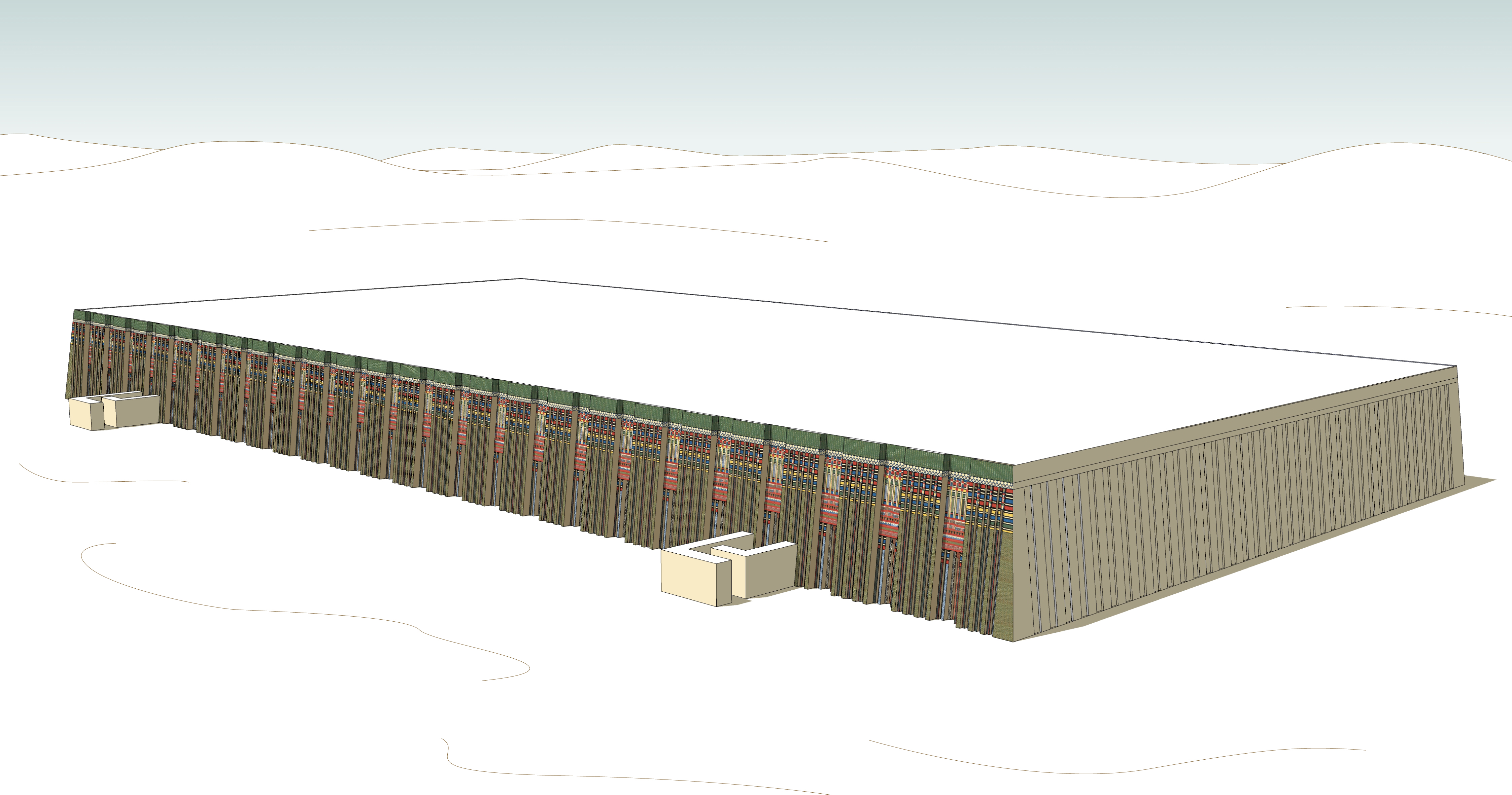
Мастаба № 16 Нефермаата в Медуме, Египет

Погребён с женой Итети в мастабе № 16 в Медуме. Гробница известна высокохудожественными фресками (например, «Медумские гуси»). Техника исполнения на сегодня представлена только в этой гробнице. Художники сначала вырезали фактуру на оштукатуренной стене, а затем покрывали её краской, отчего изображение получалось насыщенным, но после высыхания краска трескалась и скалывалась. Видимо, потому позже мастера отказались от данной техники декорирования.